# Eva Bonnier

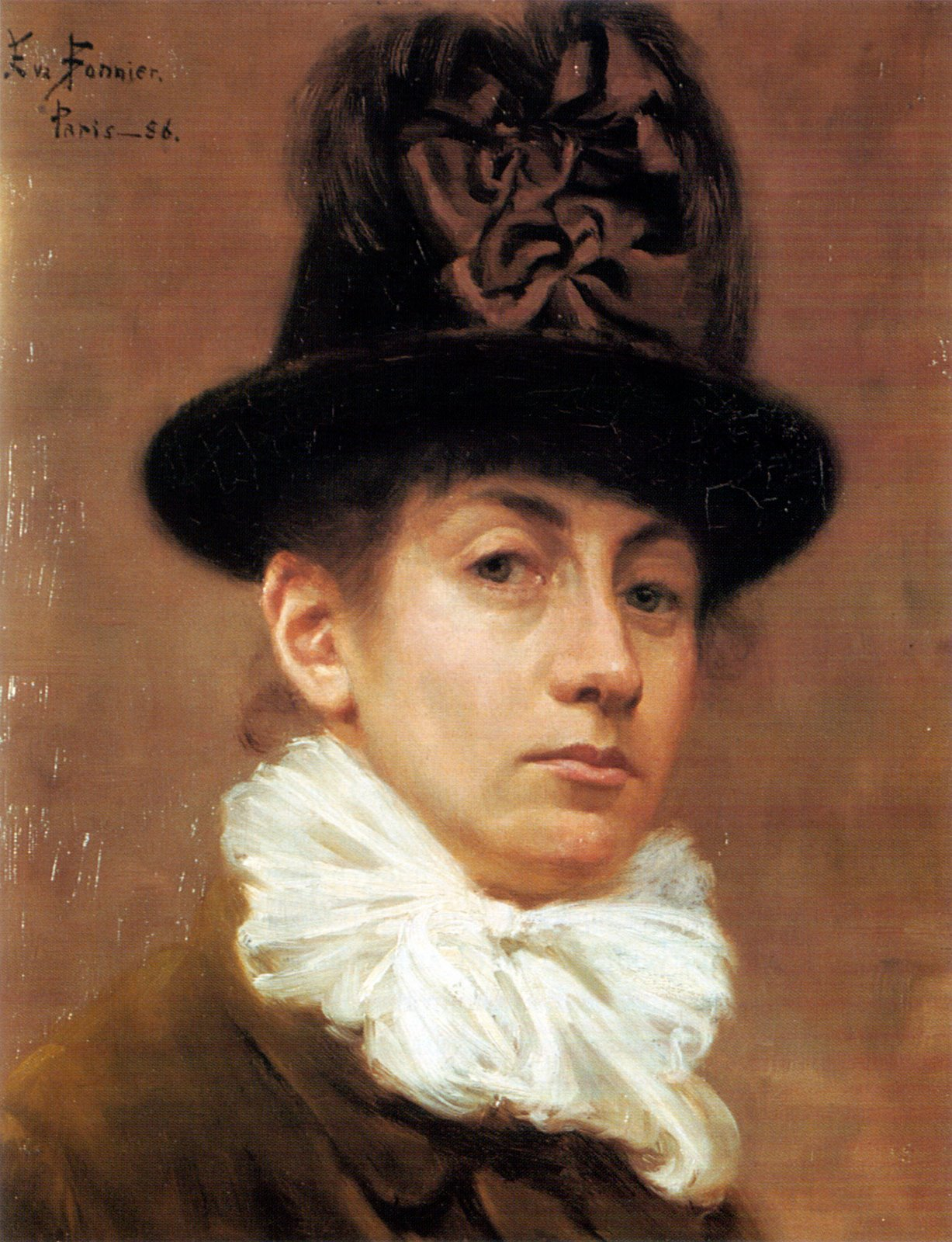
Eva Bonnier, Autorretrato, 1886 (Bonnierska porträttsamling, Nedre Manilla, Djurgården, Estocolmo).

Eva Fredrika Bonnier (Estocolmo, 17 de noviembre de 1857 - Copenhague, 13 de enero de 1909) fue una pintora y filántropa sueca.

## Biografía
Nació en Estocolmo en el seno de una destacada familia de editores fundada por su padre, Albert Bonnier, en 1837. Eva Bonnier estudió pintura con August Malmström y fue alumna de la sección de mujeres de la Real Academia Sueca de las Artes en Estocolmo en 1878. Junto a otra estudiante y amiga suya, Hanna Hirsch, viajó a París en 1883, donde se instaló hasta 1889. Su cuadro Música (1889) fue galardonado con una mención de honor en el Salón de París. Tras su regreso a Suecia en 1889, se mantuvo activa como pintora hasta aproximadamente el año 1900. La mayoría de sus obras consistían en retratos, como el de Lisen Bonnier, su cuñada; el industrial convaleciente Hjalmar Lundbohm, el político Moritz Rubenson, el educador Carl Jonas Meijerberg o el poeta Oscar Levertin. Varias de sus obras se encuentran en el Museo Nacional de Estocolmo.  
A partir de 1900 Bonnier dejó la pintura y se dedicó a la filantropía, gracias la riqueza que había heredado. Estableció una fundación para el embellecimiento de Estocolmo que en sus primeros años financió pinturas y esculturas para instituciones y lugares públicos, como la Biblioteca Nacional de Suecia o la Universidad de Estocolmo, además de varias escuelas de la ciudad. La fundación sigue activa.
Eva Bonnier sufría depresiones frecuentes y finalmente de suicidó en 1909.

## Obras destacadas

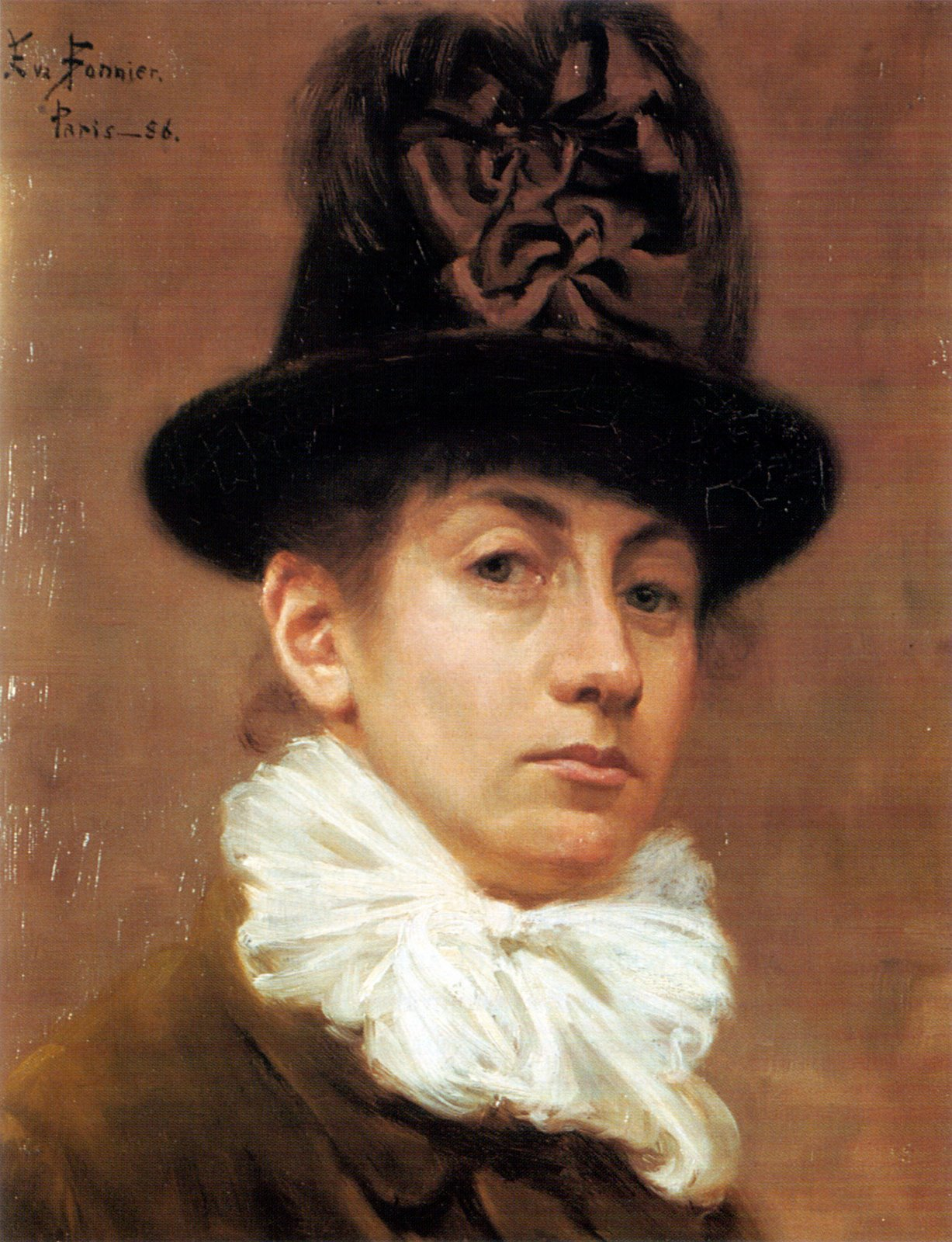
Autorretrato, 1886 (Bonnierska porträttsamling, Estocolmo)
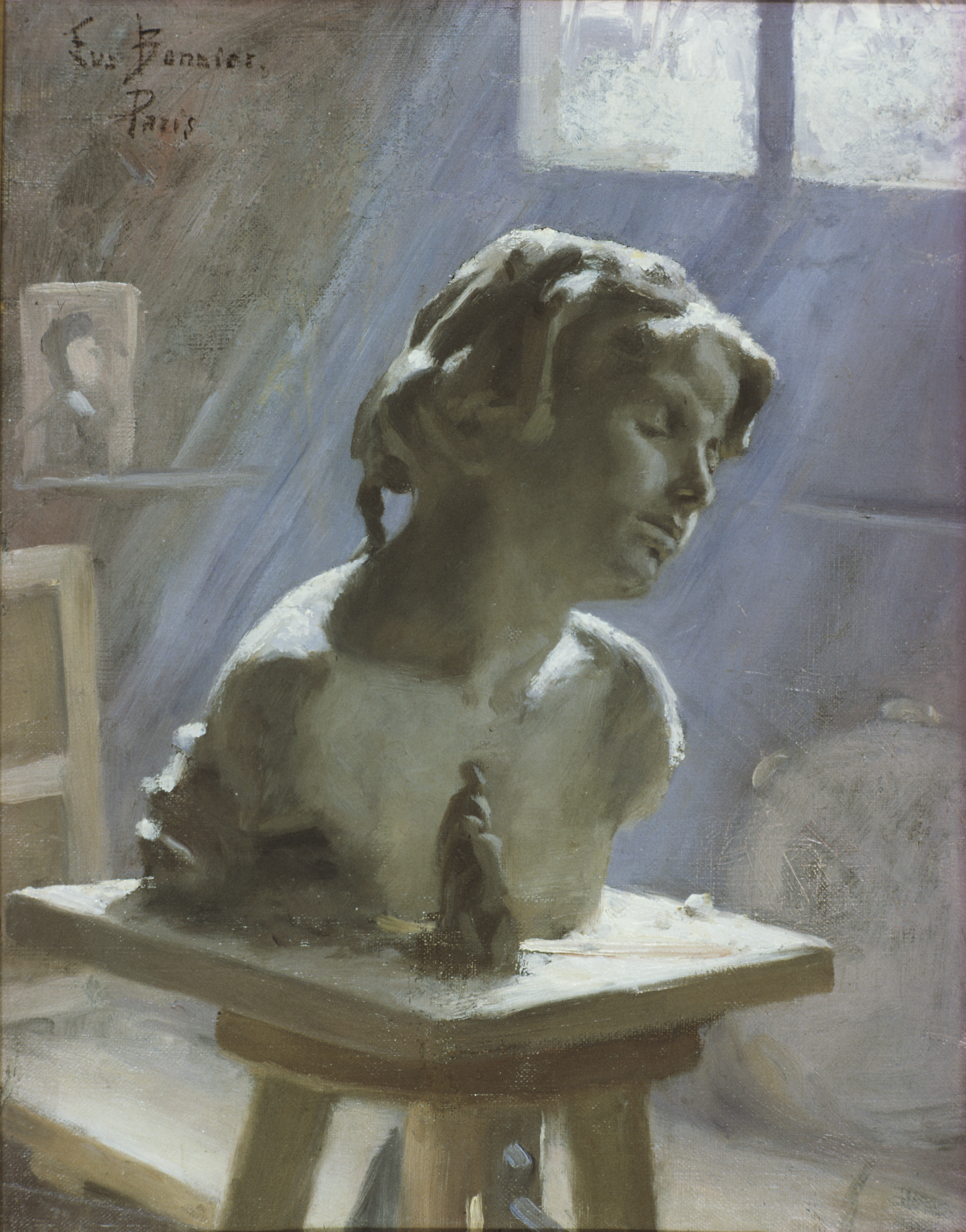
Interior de un estudio en París, 1886 (Nationalmuseum, Estocolmo).
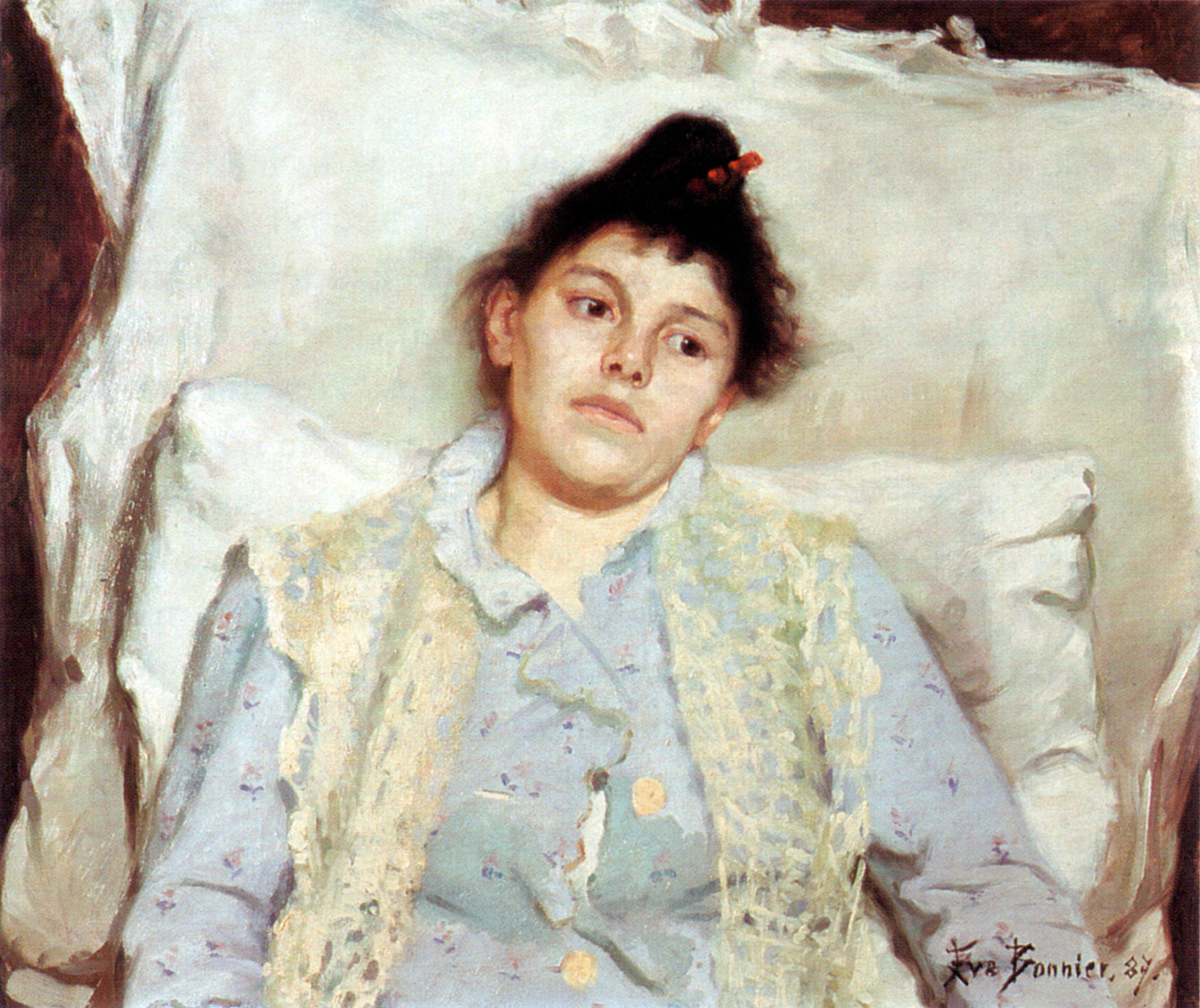
Magdalena, 1887 (privado)
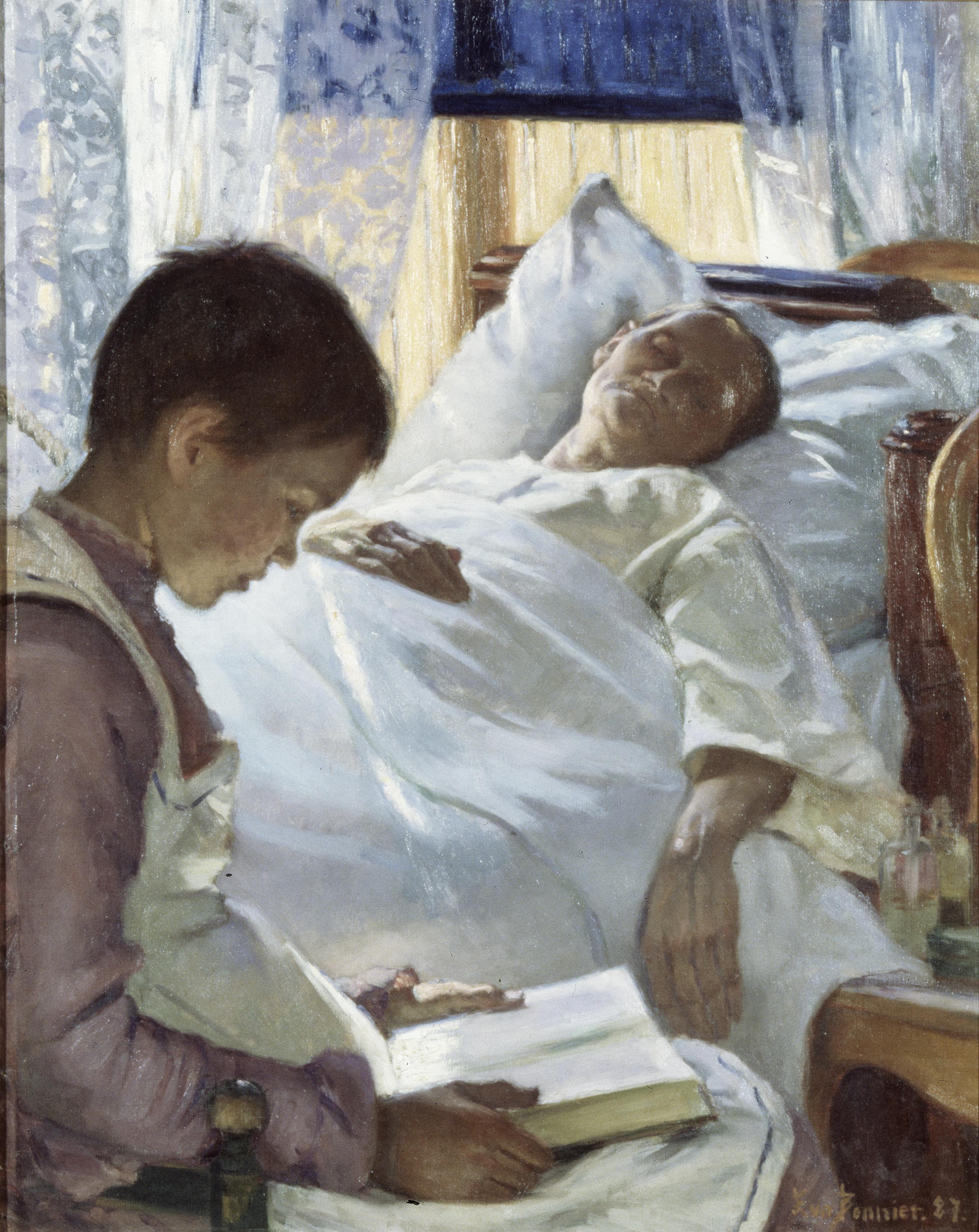
Reflexión en azul, 1887 (Nationalmuseum)
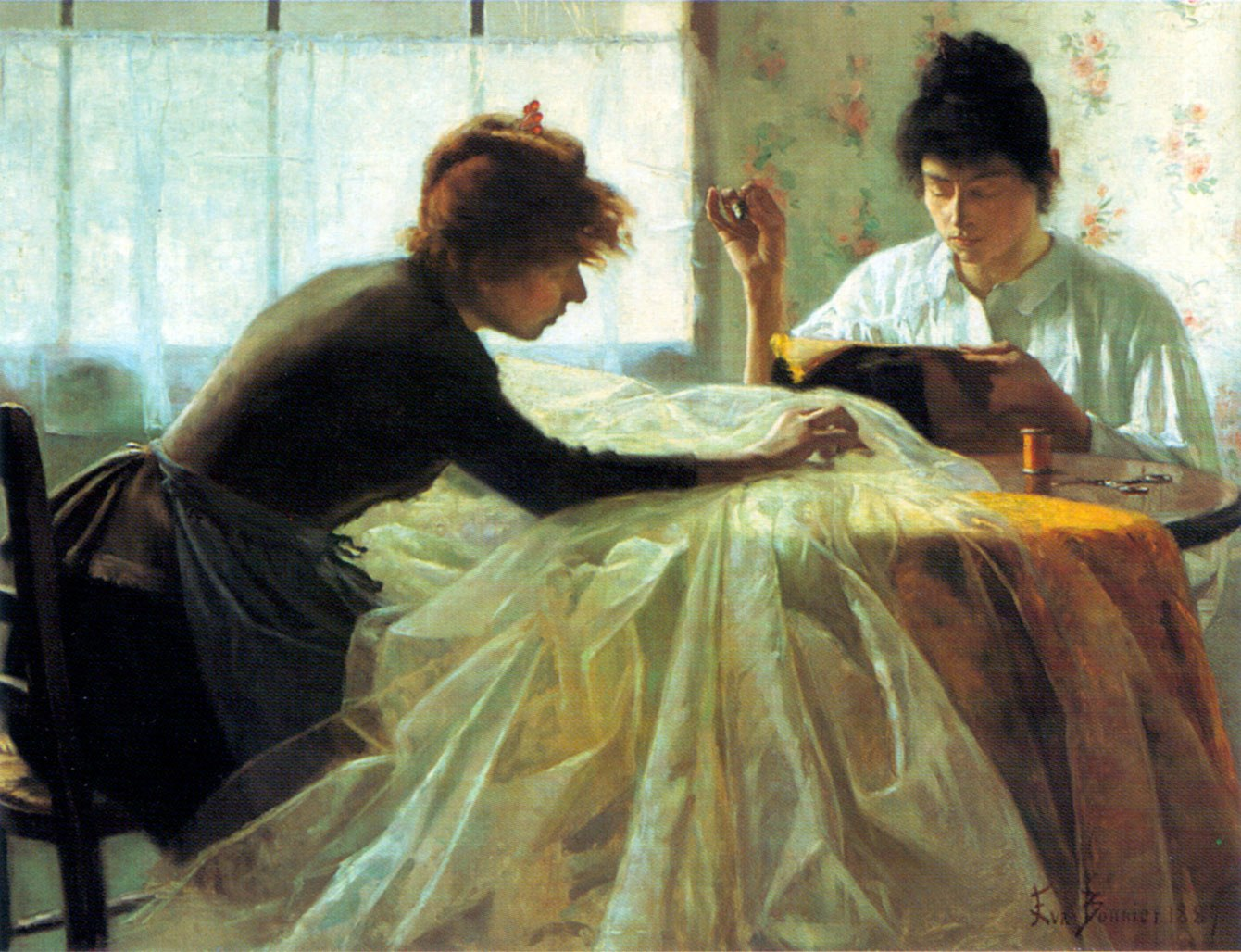
Modistas, 1887 (Villa Bonnier)
El ama de llaves, 1890 (Nationalmuseum, Estocolmo)
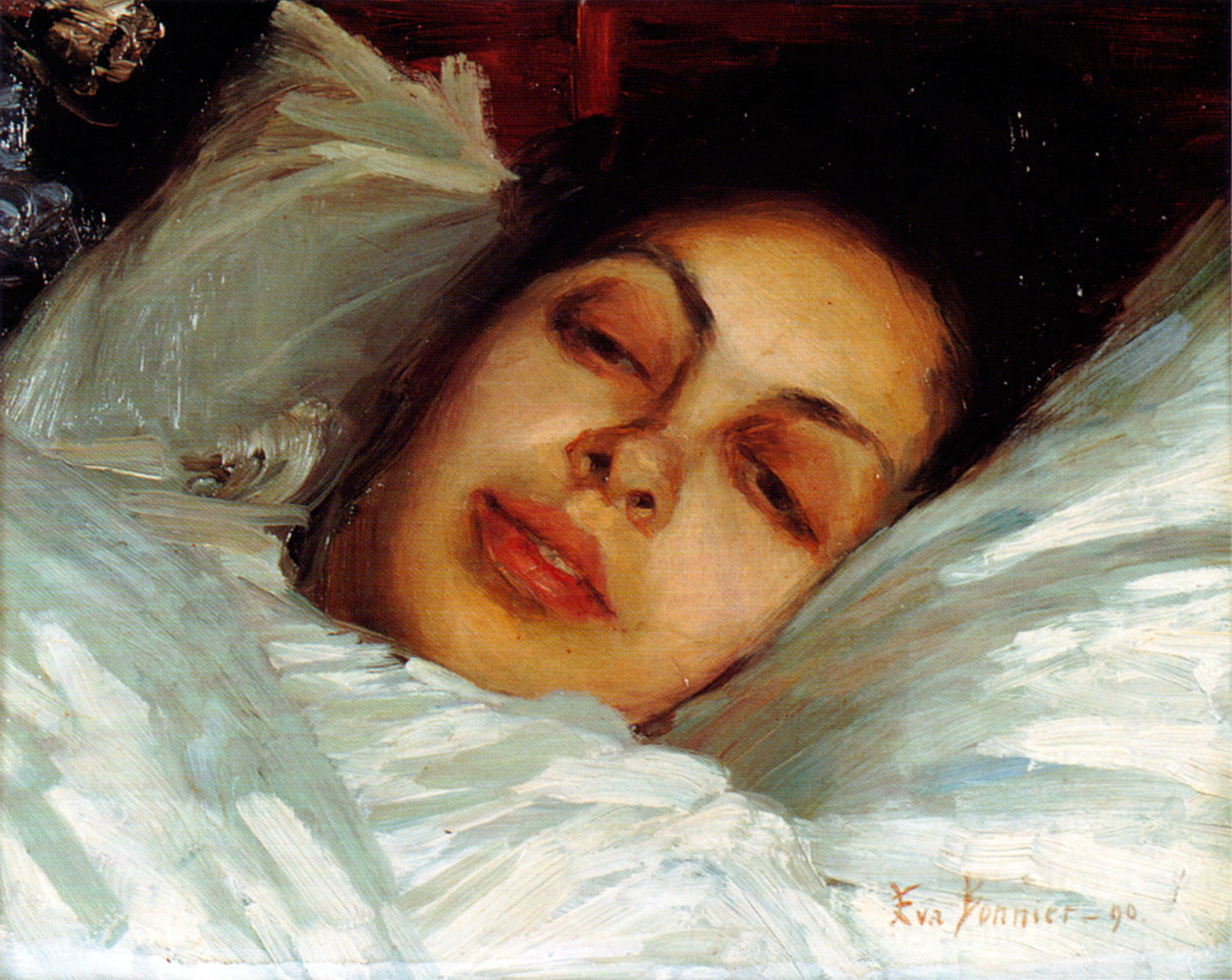
Convaleciente, 1890 (Lisen Bonnier)
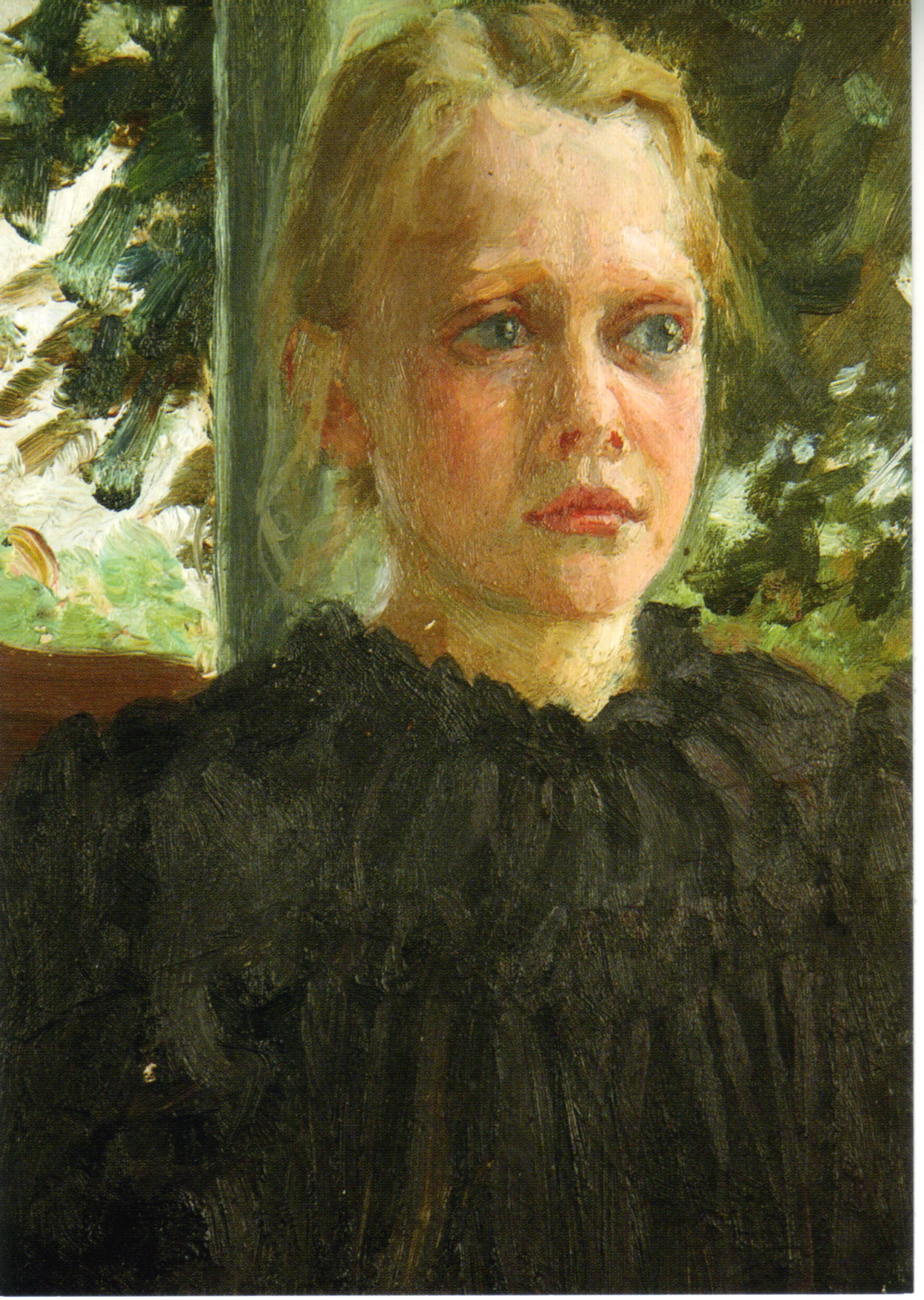
Julia Hasselberg, alrededor del 1906 (Museo Blekinge)